# 北九州市立足立小学校
北九州市立足立小学校（きたきゅうしゅうしりつ あだちしょうがっこう）は、福岡県北九州市小倉北区宇佐町一丁目にある公立小学校。

## 沿革
- 1872年（明治5年） - 企救郡足立村広寿山に寿山小学校設立
- 1876年（明治9年） - 校地を熊本村に移転
- 1880年（明治13年） - 校地を大畠村に移転
- 1882年（明治15年） - 大畠小学校に改称
- 1886年（明治19年） - 大畠尋常小学校に改称
- 1887年（明治20年） - 足原尋常小学校に改称
- 1889年（明治22年） - 足立尋常小学校に改称
- 1903年（明治36年） - 校地を砂津に移転
- 1908年（明治41年） - 足立尋常高等小学校に改称
- 1920年（大正9年） - 足立尋常小学校（現:三郎丸小学校）を分離
- 1925年（大正14年） - 富野小学校を分離
- 1927年（昭和2年） - 小倉市立に改称
- 1933年（昭和8年） - 校地を現在地に移転
- 1941年（昭和16年） - 小倉市立足立国民学校に改称
- 1947年（昭和22年） - 小倉市立足立小学校に改称
- 1952年（昭和27年） - 小倉市立寿山小学校を分離
- 1963年（昭和38年） - 北九州市立足立小学校に改称

## 歴代校長
- 1872年（明治5年） - 初代校長

## クラブ活動

### 運動部
- 運動
- 室内スポーツ

### 文化部
- 家庭科
- 芸術
- パソコン
- 室内遊び

## 関係機関
- 北九州市立三郎丸小学校
- 北九州市立富野小学校
- 北九州市立寿山小学校
- 北九州市立足立中学校

## 交通
- 北九州モノレール旦過駅下車、徒歩約13分
- 西鉄バス北九州
  - 大田町バス停下車、徒歩約3分
  - 中津口バス停下車、徒歩約3分

## 学校周辺
- 北九州高速4号線 足立出入口
- 国道3号
- 砂津バスセンター
- チャチャタウン
- 北九州メディアドーム